# 法尔肯贝格 (上普法尔茨行政区)
法尔肯贝格（德語：Falkenberg，發音：[ˈfalkŋ̍ˌbɛʁk] ⓘ）是德国巴伐利亚州的市镇，属于上普法尔茨行政区蒂申罗伊特县。该市镇总面积为39.41平方千米，2023年12月31日总人口为918人。